# しずかなあやしい午後に
『しずかなあやしい午後に』（しずかなあやしいごごに）は、1997年に公開された日本のファンタジー映画。太田和彦、和田誠、椎名誠の共同監督である。アニメーション1作。実写2作。シネセゾン＝ホネ・フィルム配給。

## スイカを買った
字幕と効果音だけで構成されたモノクロアニメーション作品。

### スタッフ
- 監督：太田和彦
- 演出：吉永尚之
- 製作：黒木利夫、岩切靖治
- 企画：椎名誠
- プロデューサー：上原ゼンジ、清水美紀、長谷川洋
- 原作：沢野ひとし
- 脚本：太田和彦
- 作画監督：河南正昭
- 撮影監督：玉川芳行
- 音楽：高野ふじお
- 録音演出：斯波重治
- 効果：佐藤一俊
- 編集：掛須秀一

## ガクの絵本

### 登場人物
- ガク - ガク
- とうちゃん - 野田知佑
- ガク(少年時代) - タロウ
- 村の女 - 高樹澪
- 女医 - 白石加代子
- 検疫官 - 内藤陳
- 仮面の男 - 沼沢渡
- 村の犬 - テツ
- 村の子供達 - 佐藤真由子
- 村の子供達 - 佐藤重人
- ガクの声 - 柄本明
- ガク(少年時代)の声 - 吉田日出子

### スタッフ
- 監督：和田誠
- 脚本：和田誠、足立公良
- 原案：佐藤秀明、椎名誠
- 製作：黒木利夫、岩切靖治
- プロデューサー：吉田浩二
- 撮影：佐藤秀明
- 音楽：道下和彦
- 録音：本田孜
- 音響効果：伊藤進一
- 照明：石田健司
- 編集：奥原茂
- 助監督：足立公良
- 記録：宮下こずゑ
- スチール：垂見健吾
- 色彩計測：橋本桂二

## 遠灘鮫腹海岸

### 登場人物
- 或る男：林政明
- 靴職人：猪熊寅次郎
- 村人達：鈴木一功
- 村人達：河原田ヤスケ
- 村人達：中村和彦
- 村人達：阿部剛
- 村人達：太田和彦
- 村人達：佐藤大月
- 村人達：寺泊水泳愛好会
- 或る女：浜田明子

### スタッフ
- 監督：椎名誠
- 脚本：椎名誠
- 原作：椎名誠、林政明
- 製作：黒木利夫、岩切靖治
- プロデューサー：谷浩志、阿部剛、吉田浩二
- 撮影：中村征夫
- 美術：中山慎
- 音楽：高橋幸宏
- 音響効果：伊藤進一
- 助監督：猪腰弘之
- スチール：垂見健吾
- 色彩計測：橋本桂二